# Manfred Gurlitt
Manfred Gurlitt (ur. 6 września 1890 w Berlinie, zm. 29 kwietnia 1972 w Tokio) – niemiecki dyrygent i kompozytor.

## Życiorys
Był kuzynem muzykologa Wilibalda Gurlitta. Studiował w Berlinie, gdzie jego nauczycielami byli Moritz Mayer-Mahr i Rudolf Maria Breithaupt (fortepian), Hugo Kaun (teoria i kompozycja) oraz Engelbert Humperdinck (kompozycja). Od 1911 roku był kapelmistrzem teatrów miejskich w Essen i Augsburgu, był też asystentem dyrygenta na festiwalach w Bayreuth. Od 1914 do 1924 roku pełnił funkcję kierownika i pierwszego dyrygenta opery w Bremie. Od 1924 roku działał w Berlinie, gdzie wykładał w Hochschule für Musik, dyrygował w Staatsoper, a także współpracował z berlińskim radiem.
Po dojściu do władzy nazistów w 1933 roku wyemigrował z Niemiec. Początkowo działał jako dyrygent w różnych krajach europejskich, ostatecznie w 1939 roku wyjechał do Japonii. Pracował w Tokio jako nauczyciel muzyki i dyrygent, był wykładowcą Cesarskiej Akademii Muzyki. W 1953 roku założył własny zespół operowy, z którym popularyzował w Japonii twórczość muzyków niemieckich, m.in. Richarda Wagnera.
W uznaniu zasług w rozwoju życia muzycznego w Japonii został w 1956 roku odznaczony Orderem Świętego Skarbu IV Klasy.

## Wybrane kompozycje
(na podstawie materiałów źródłowych)

### Utwory orkiestrowe
- Symphonische Musik (1922)
- Orchester-Gesänge (1925)
- I Koncert kameralny na fortepian i orkiestrę kameralną (1927)
- II Koncert kameralny na skrzypce i orkiestrę kameralną (1929)
- Koncert wiolonczelowy (1937)
- Goya-Symphonie (1938)
- Shakespeare-Symphonie na 5 głosów i orkiestrę (1954)

### Utwory wokalno-instrumentalne
- 5 Gesänge na sopran i orkiestrę kameralną (1923)
- Drei politische Reden aus der Französischen Revolution na baryton, chór męski i orkiestrę (1944)

### Opery
- Die Heilige (wyst. Brema 1920)
- Wozzeck (wyst. Brema 1926)
- Soldaten (wyst. Düsseldorf 1930)
- Nana (wyst. Dortmund 1933)
- Nächtlicher Spuk (1937)
- Warum? (1940)
- Nordische Ballade (1944)
- Wir schreiten aus (1958)